# Église Notre-Dame de Puyferrand
L'église Notre-Dame de Puyferrand ou église Notre-Dame de Puy-Ferrand est une église catholique située au hameau Puyferrand, dans la commune du Châtelet, dans le département du Cher, en région Centre-Val de Loire. C'est l'église abbatiale de l'ancienne abbaye de Puy-Ferrand. 
L'édifice est classé au titre des monuments historiques le 15 avril 1911. À côté de l'écriture église de Puy-Ferrand des Monuments Historiques, on trouve, et plus fréquemment, l'écriture église de Puyferrand, en un seul mot et sans tiret,,.

## Histoire

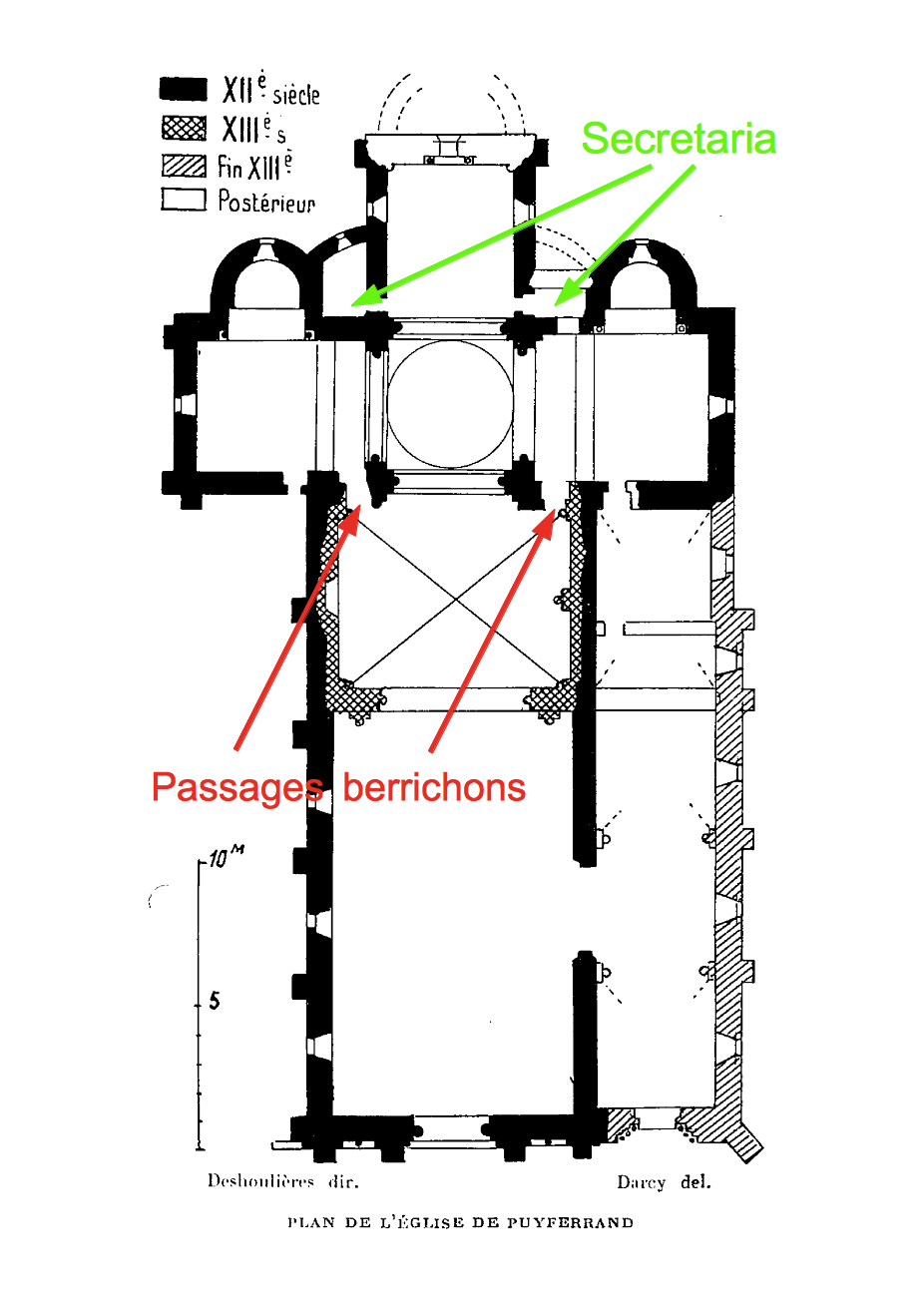
Plan de l'église. En rouge, les passages berrichons; en vert, les sacraires ou secretaria.

L'abbaye, initialement occupée par des chanoines de Saint-Augustin, passe pour avoir été fondée par les seigneurs de Déols, maîtres du Châtelet. L'existence de l’abbaye est attestée en 1070,. 
Des habitations ont été construites près de l'abbaye. C'est probablement pour les besoins du culte paroissial que le dernier tiers de la nef a été modifié au XIIIe siècle. Alphonse Buhot de Kersers pense que l'augmentation de la population de Puyferrand est due à la charte d'affranchissement de 1204. Cet accroissement a entraîné la construction du doublement de la nef au courant du XIIIe siècle, côté sud, pour assurer la fonction d'église paroissiale et former la chapelle Saint-Blaise. Un portail au contour brisé, aménagé dans la façade, y donne un accès directement depuis l'extérieur. 
L'extérieur de l'édifice subit, pendant les guerres de Religion, vers 1569, les attaques du duc des Deux-Ponts. L'incendie allumé dans les bâtiments du couvent a atteint l'église elle-même. Le chevet semi-circulaire d'origine est endommagé et est remplacé ultérieurement par un chevet plat portant la date de 1595 à l'extérieur dans lequel a été replacé la fenêtre de l'abside d'origine.  
L'abbaye est alors déjà en régime de commende et ne reçoit plus de moines. En 1621, Le Châtelet devient un domaine de la maison de Condé. 
Tout à la fin du XVIIe siècle, l'abbé commendataire d'alors, un certain Pierre Gaussens, entreprend la restauration. L'église reçoit la voûte ogivale, le logis abbatial est reconstruit ainsi que le cloître. Elle est alors utilisée tout entière comme siège de la paroisse. 
Au XIXe siècle, la nef est ouverte du côté sud pour communiquer avec le vaisseau de la chapelle Saint-Blaise.

## Description
L'église se compose d'une nef qui, primitivement, était en totalité couverte par une charpente apparente, d'un transept avec deux absidioles et une abside, précédée d'une partie droite. Le chœur est fermé actuellement par un mur droit, moderne, par suite de la destruction au début du XIXe siècle de l'abside centrale qui terminait autrefois l'édifice du côté est. Deux sacraires ou secretaria sont visibles de chaque côté du chœur. Ce sont de petits réduits, reliés à l'abside principale, fermés par des murs en segment de cercle, qui ne sont pas rares dans le Cher.
L'abside a perdu son cul-de-four et est fermée par un mur droit. Sur le mur de chevet on a remonté la fenêtre primitive en plein cintre montée sur des colonnettes comme celle de l'absidiole nord demeurée intacte. La partie droite forme maintenant un chœur très court, éclairé par deux baies latérales.
Au-dessus du carré du transept est montée une coupole portée sur pendentifs. Chaque croisillon est divisé en deux travées ; l'une, à l'extrémité, est couverte d'un long berceau brisé ; l'autre, très courte, a reçu un berceau en plein cintre plus élevé et plus court qui vient s'appuyer contre la coupole.
La nef, autrefois entièrement couverte d'une charpente et éclairée par des fenêtres en plein cintre et qui ont été remplacées par des baies ouvertes plus bas, a été profondément modifiée au XIIIe siècle. Aux deux-tiers de la nef, un mur percé d'une large arcade brisée est élevé, avec des ogives toriques dont on voit encore les amorces. Peut-être, cette séparation servait à créer un emplacement pour permettre à la population d'assister à certains offices conventuels. 
Au-dessus de la coupole est posé le clocher carré qui ne comprend qu'un étage de beffroi ajouré, sur chacune de ses faces, de quatre baies géminées en plein cintre. Les arcs portant le clocher sont en ogive, à l'exception de l'arc d'entrée du chœur. 
La façade ouest de l'église est divisée en trois zones horizontales. Au bas le portail, à la voussure torique et au tympan orné de losanges. Il est monté sur deux colonnettes aux chapiteaux à volutes et aux bases en talus. De chaque côté, deux arcades aveugles sont séparées par un pilastre. La seconde zone horizontale est occupée par une triple arcature moulurée d'un boudin, avec des chapiteaux de colonnes décorés de scènes empruntées aux travaux des champs ou de masques dont la bouche laisse échapper des rubans. Au-dessus, un cordon de billettes entoure le plein cintre des trois fenêtres et se prolonge horizontalement. Le pignon nu occupe la troisième zone. L'ensemble est divisé verticalement par trois contreforts. Sur le mur nord de la nef, on voit des modillons de corniche restés à leur place.

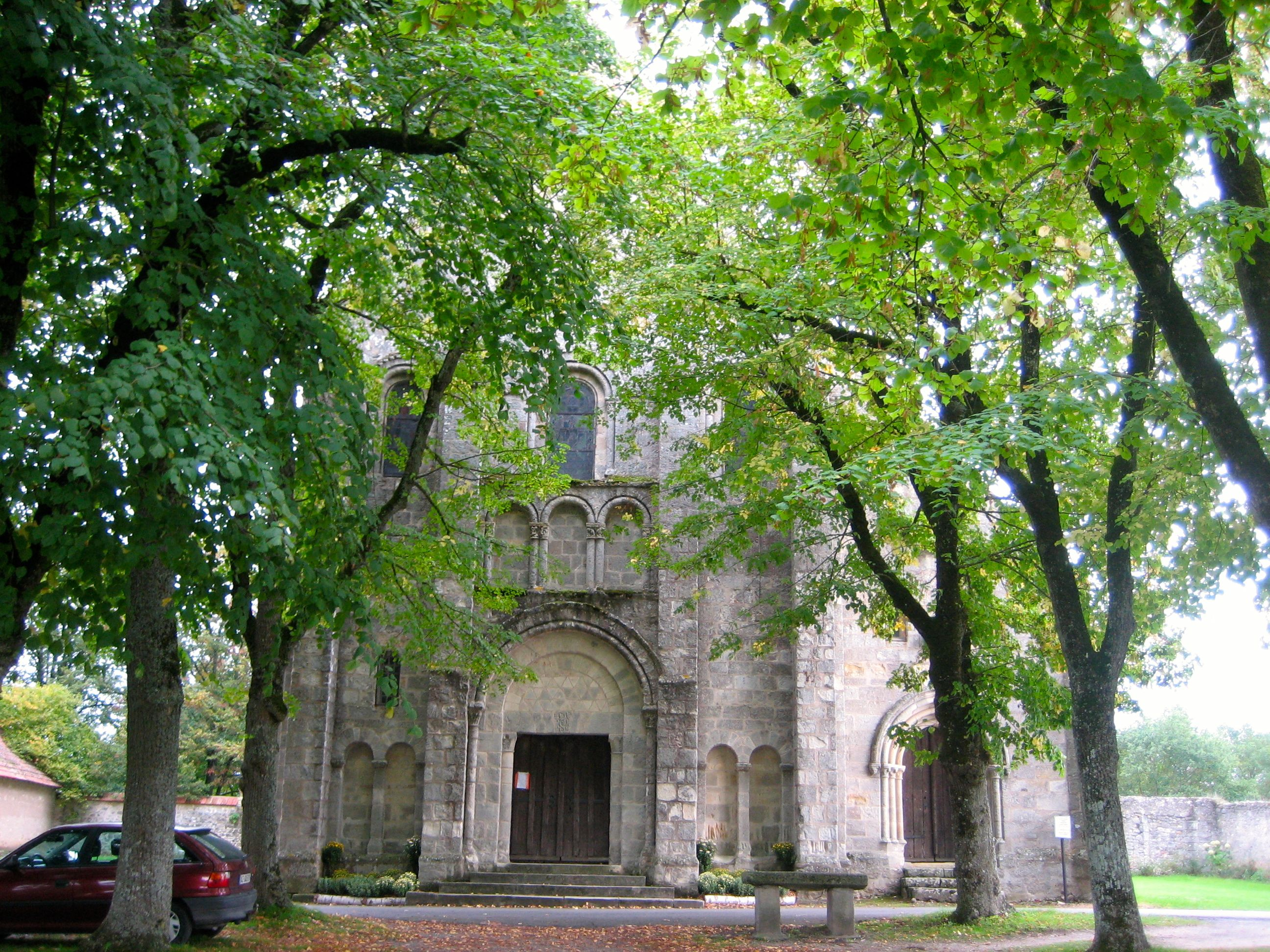
Façade avec les deux entrées.
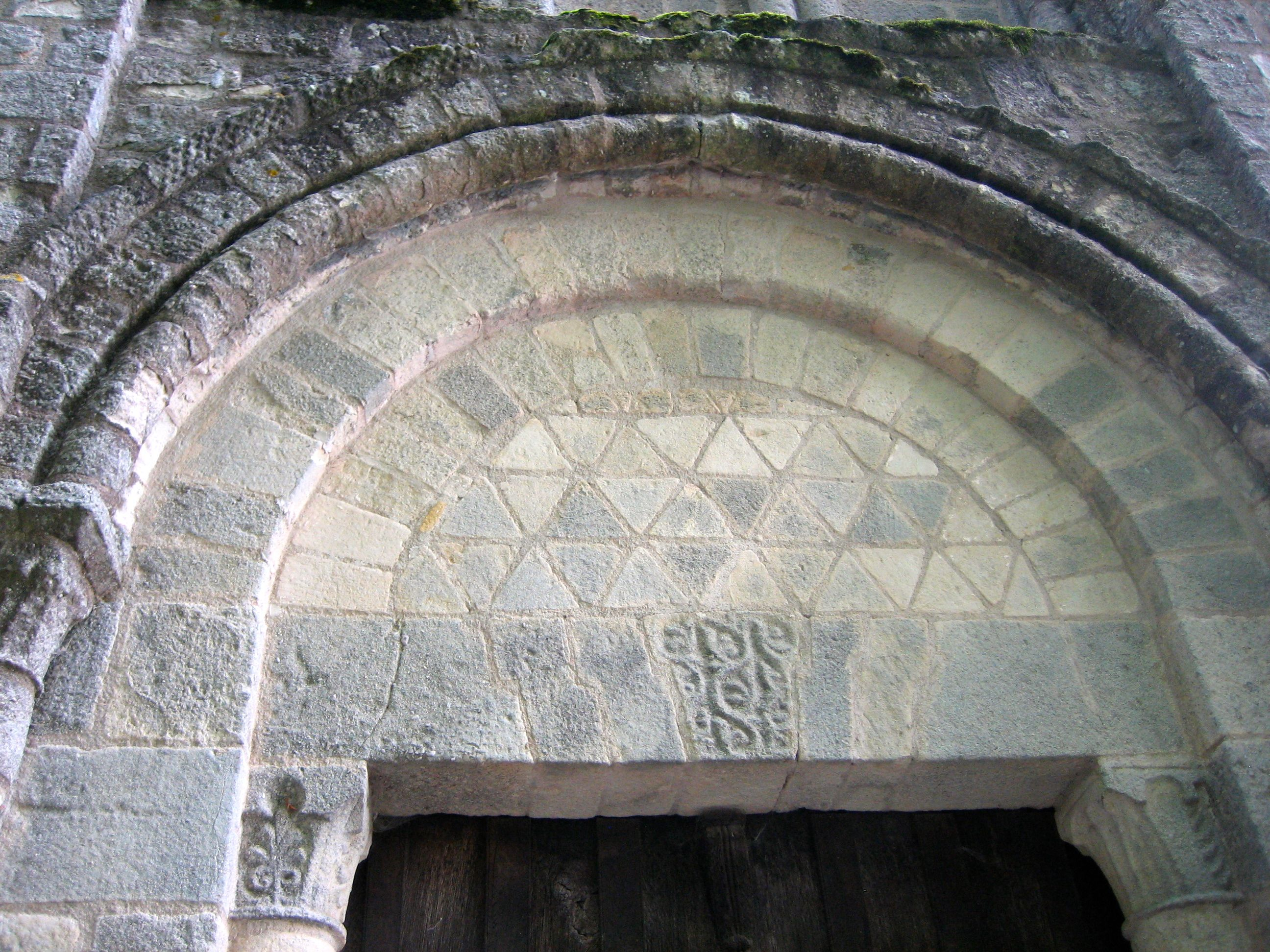
Tympan du portail.
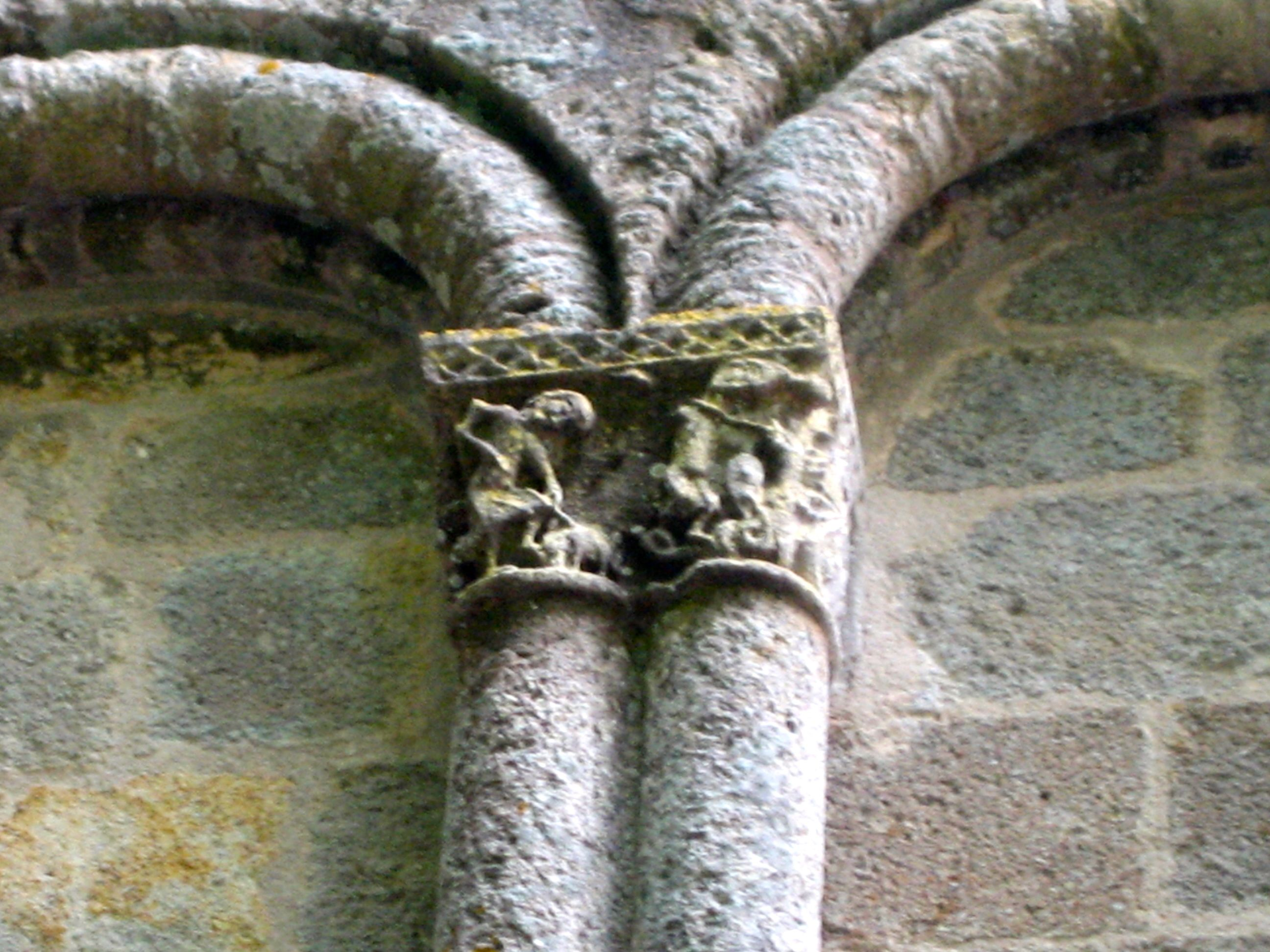
Arcade aveugle (détail).
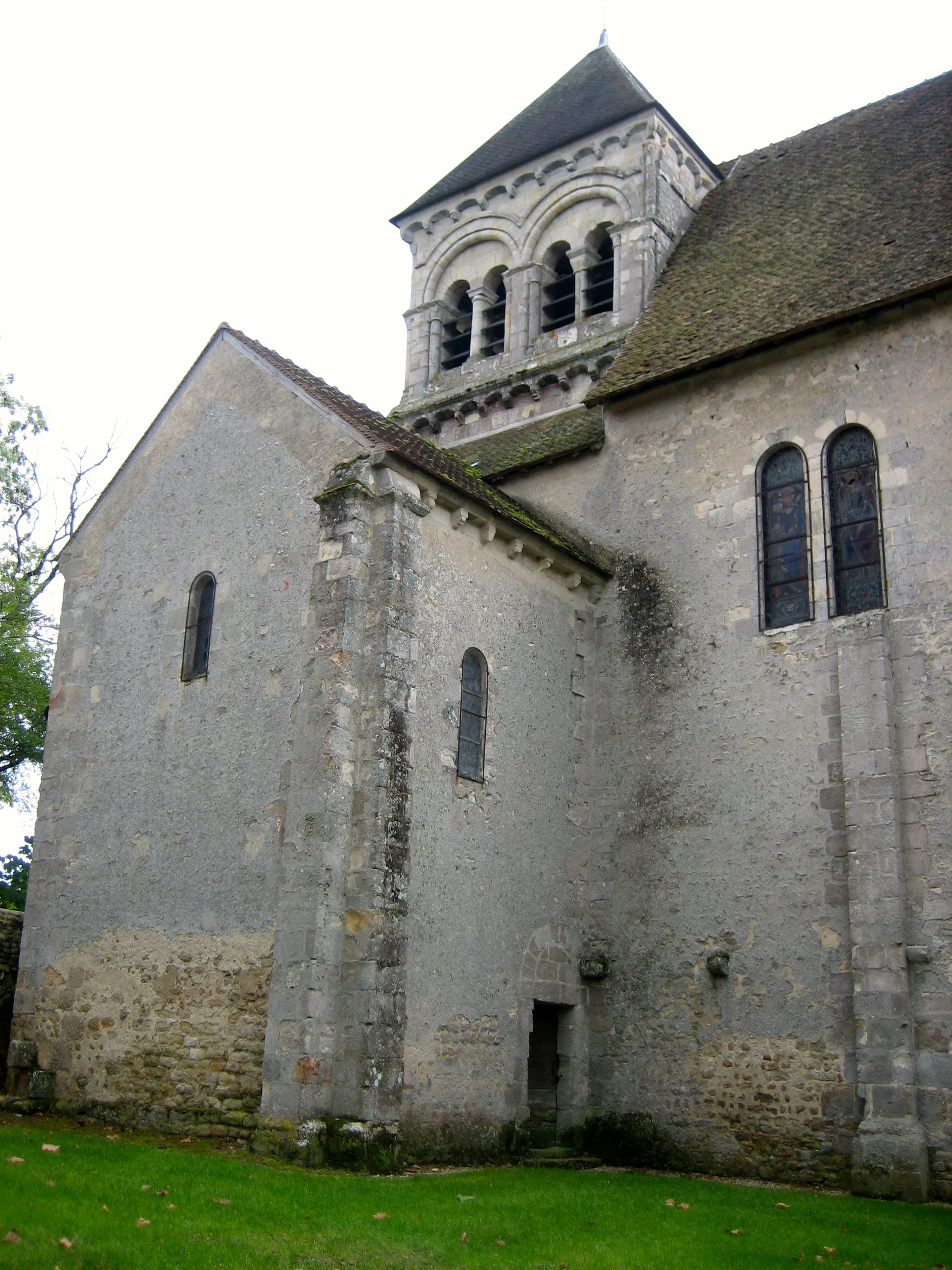
Transept et absidiole nord.

## Mobilier
Parmi les œuvres conservées dans la nef de l'église, il y a une pietà en bois polychrome. Un tableau représentant Simon Stock, un carme anglais parmi les premiers généraux de l'ordre des Carmes, recevant le scapulaire (son vêtement) de la Vierge Marie est placé dans la nef de la chapelle Saint-Blaise. Il s'agit d'une œuvre du XVIIe siècle d'un dénommé Rousset.
Sept stalles provenant du prieuré d'Orsan y sont également conservées.

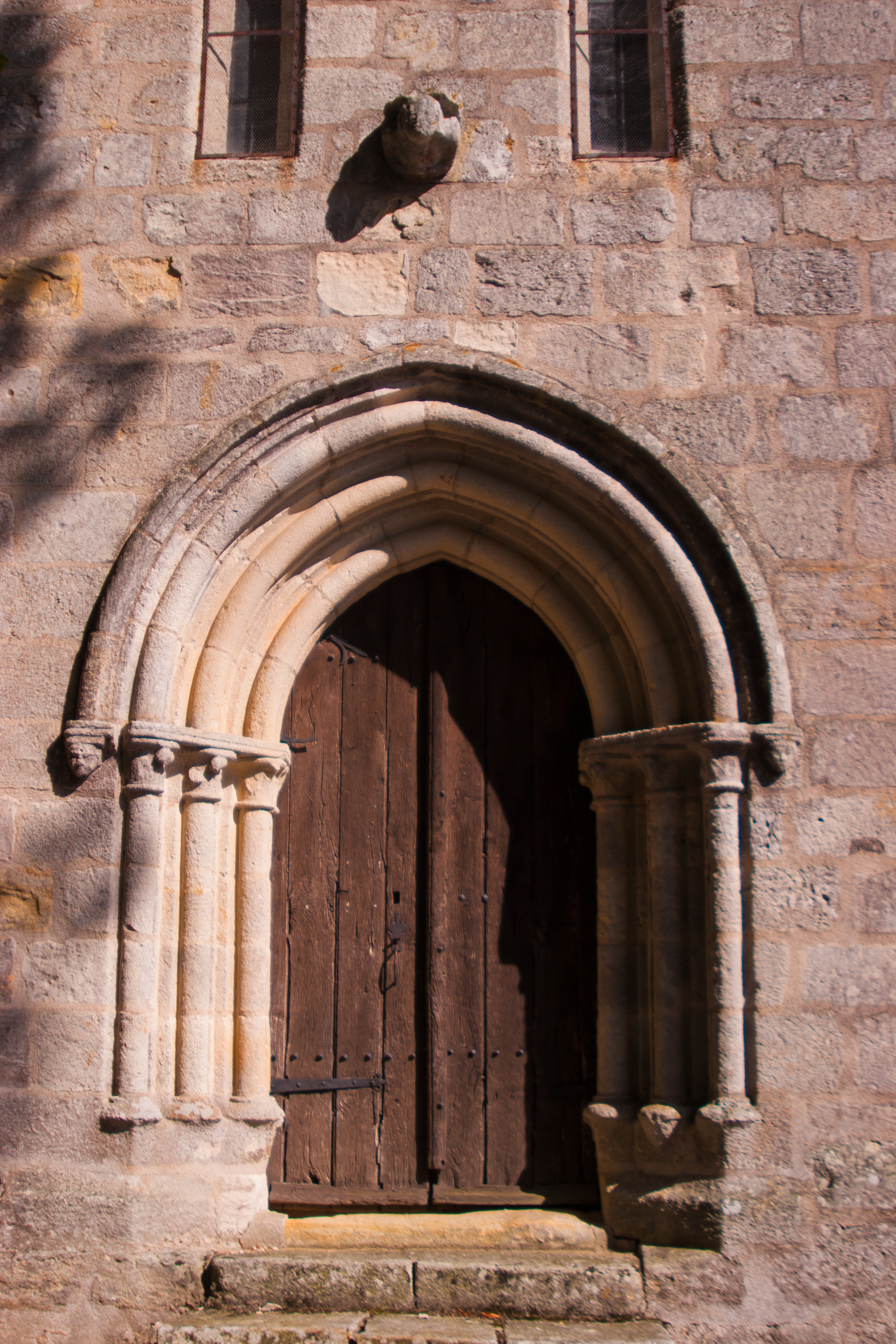
Entrée de la chapelle Saint-Blaise.
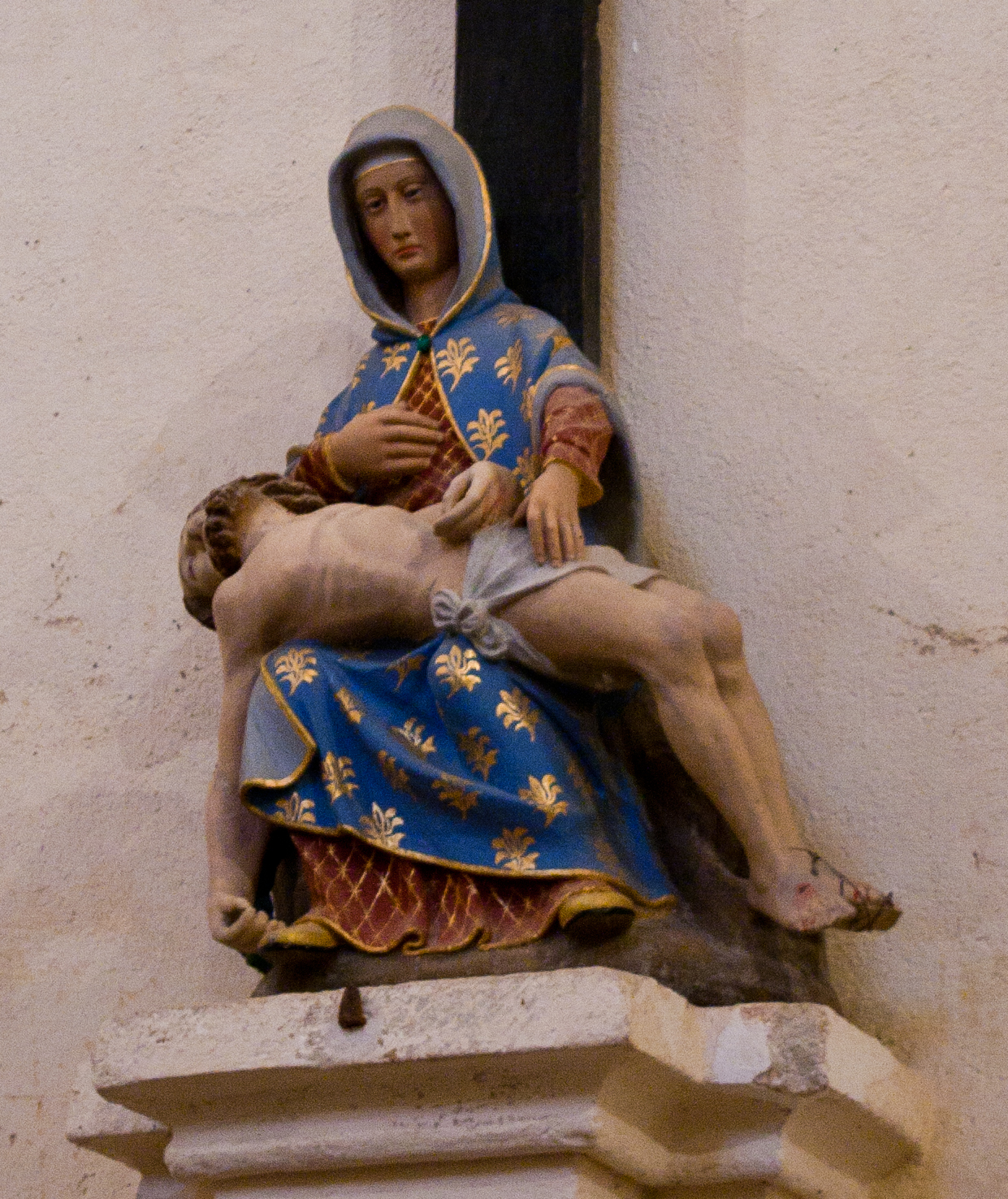
Pietà.
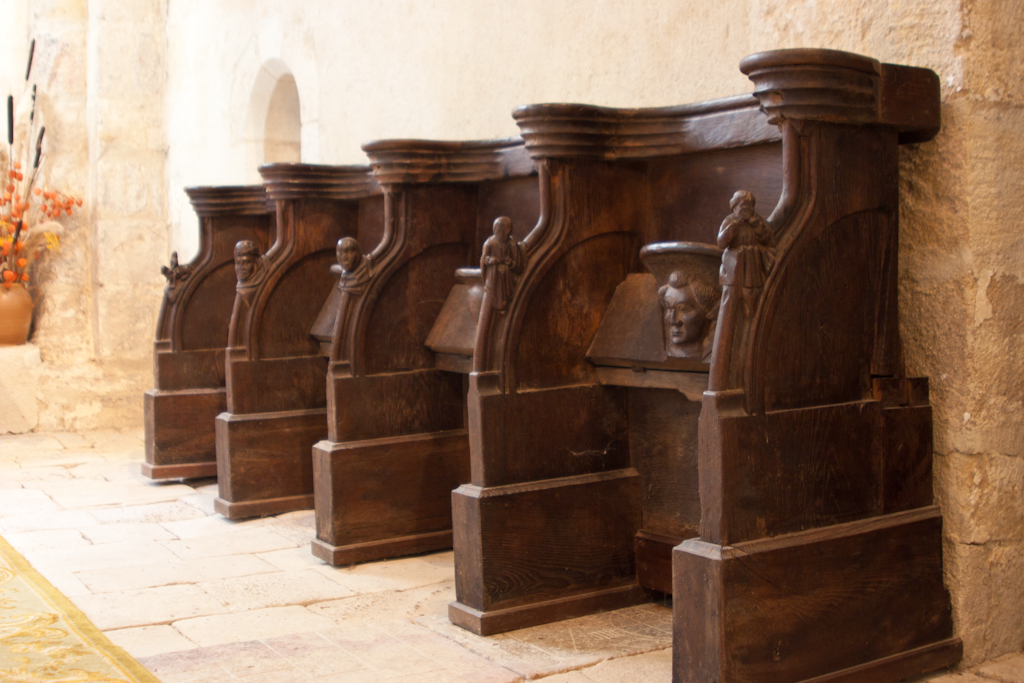
Stalles dans l'église.
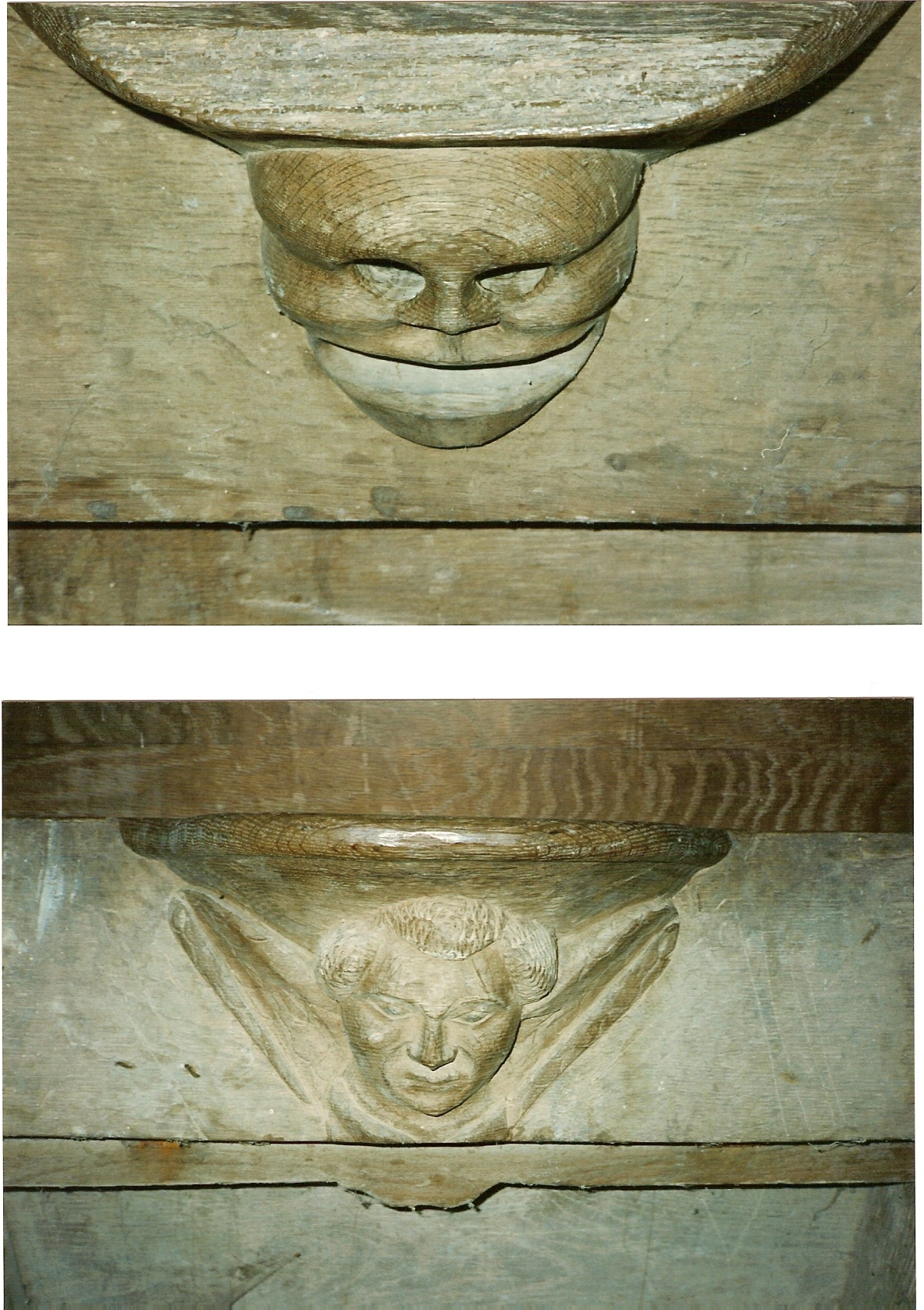
Miséricordes sous les stalles.

### Bibliographique
- [Deshoulières 1931] François Deshoulières, « Puyferrand », dans Congrès archéologique de France. 94e session. Bourges. 1931, Paris, Société française d'archéologie, 1932 (lire en ligne), p. 268-280
- [Favière 1976] Jean Favière et Jacques de Bascher, « 10- Châtelet-Puyferrand (Le) », dans Berry roman, La Pierre-qui-Vire, Zodiaque, coll. « la nuit des temps » (no 32), 1976, 2e éd., 337 p. (OCLC 906171441), p. 26-27